# Джанке
Джанке (укр. Джанке) — исчезнувшее село в Черноморском районе Республики Крым, располагавшееся на востоке района, на северной стороне балки Старый Донузлав, примерно у южной окраины современного села Дозорное.
Когда селение существовало, как жилое, пока не установлено, но в разрушенном состоянии встречается в документах почти на протяжении века — на картах 1836, 1842 года и трёхверстовой 1865—1876 года — как развалины Джанке. Видимо, селения были каким-то образом объединены (Джанке с Акоджой) и в «…Памятной книжке Таврической губернии на 1900 год» деревня, Донузлавской волости Евпаторийского уезда записана, как разорённая, но, вместе с Акоджой, имеющая 122 жителя в 14 дворах. В Статистическом справочнике Таврической губернии 1915 года, в Донузлавской волости Евпаторийского уезда числилось село Ак-Коджа (оно же Джанке). В дальнейшем в доступных источниках не встречается.